# Unión Monárquica Nacional (Cataluña)
Unión Monárquica Nacional (UMN) fue un partido político nacionalista español fundado en 1919 por los partidarios de la monarquía de Alfonso XIII en Cataluña para intentar contrarrestar la hegemonía política que entonces tenía la Liga Regionalista de Francisco Cambó. Su protagonismo en la vida política catalana se produjo durante la dictadura de Primo de Rivera, ya que se convirtió en su principal y casi único sostén político en Cataluña.

## Historia

### Inicios y apoyo a la Dictadura de Primo de Rivera
La Unión Monárquica Nacional fue fundada en 1919 bajo la presidencia de Alfonso Sala, futuro conde de Egara. Las personas que la integraban tenían diversas ideologías de derechas –los había conservadores, liberales e independientes- y lo que les unía era su oposición a la Liga Regionalista de Francisco Cambó, que entonces era el partido hegemónico en Cataluña, al que acusaban de "separatista". Sin embargo, el partido no integraba a todos los que apoyaban a la Monarquía de Alfonso XIII en Cataluña, ya que existía la Federación Monárquica Autonomista vinculada a la Lliga.
Otros miembros del partido fueron Manuel Rius, marqués de Olérdola; Darío Rumeu y Freixa, barón de Viver; José Enrique de Olano, conde de Figols; José María Milá Camps, conde de Montseny; Benito de Pomés, conde de Santa Maria de Pomes; Luis Pons Tusquets y Aurelio Joaniquet Extremo.
La UMN consiguió algunos éxitos en las elecciones generales de 1919 y de 1920, y además extendió su influencia sobre varias instituciones económicas catalanas importantes, como las Cámaras de Comercio o la patronal Fomento del Trabajo Nacional. Sin embargo, en las elecciones de municipales de 1922 sufrió un fuerte descalabro.
El golpe de Estado de Primo de Rivera de septiembre de 1923, que la UMN apoyó, le ofreció una oportunidad de ganar influencia política y poner en práctica sus ideas bajo el nuevo régimen dictatorial. Uno de sus apoyos había sido el Somatén y precisamente en su nombre Alfonso Sala, junto con el  barón de Güell, publicaron un manifiesto dando la bienvenida al nuevo régimen el 15 de septiembre, el mismo día que en Madrid se constituía el Directorio militar. Cuando Primo de Rivera empezó a aplicar inmediatamente su política anticatalanista, la Liga le retiró el apoyo inicial que le había dado, por lo que la UMN se convirtió en el único sostén político de la Dictadura en Cataluña.

### Alfonso Sala, presidente de la Mancomunidad de Cataluña
El 24 de diciembre de 1923 dimitió el presidente de la Mancomunidad Josep Puig i Cadafalch en señal de protesta por la política anticatalanista de la Dictadura, y se autoexilió en Francia. A principios del mes siguiente Primo de Rivera se reunió en Barcelona con algunos dirigentes políticos catalanes pero solo consiguió la colaboración de la españolista UMN. El día 12 de enero Primo de Rivera disolvió todas las diputaciones provinciales, salvo las forales, lo que supuso la virtual disolución de la Mancomunidad. Según Primo de Rivera el regionalismo podía contribuir a deshacer la gran obra de unidad nacional. Inmediatamente después fueron designados por los gobernadores civiles los nuevos diputados provinciales, todos ellos españolistas y el líder de la UMN, Alfonso Sala Argemí, conde de Egara, pasó a presidir la Mancomunidad. A partir de entonces se abandonó la obra cultural que había desarrollado la Mancomunidad desde su fundación, mientras que la diputación de Barcelona, presidida por José Enrique de Olano, conde de Fígols desplegaba una campaña españolista que incluía conferencias patrióticas, ceremonias nacionalistas españolas y cursos de ciudadanía".
En el discurso de toma de posesión Alfonso Sala dijo:

Tenemos nosotros el deber de conciencia de ayudar al Directorio en la obra de regeneración del país; tenemos nosotros, como catalanes, el íntimo de deber de conciencia de hacer todo lo posible para que, de una vez, se encaucen esos problemas que agitan todavía la vida de Cataluña y que han puesto muchas veces en conmoción la vida de España

Sin embargo a los pocos meses de estar al frente de la Mancomunidad comenzaron las tensiones entre Alfonso Sala y Primo de Rivera a causa de que el dictador comenzó a cuestionar la existencia misma de la Mancomunidad, porque temía que en otras manos, «tendenciosas», fuera el embrión de «un pequeño Estado» «capaz de dañar a España».
Las críticas del dictador arreciaron en los primeros meses de 1925. En marzo habló claramente del «fracaso de la Mancomunidad como órgano político permanente, deliberante y ejecutivo». Así pues, si la aprobación del Estatuto Municipal de 1924 ya había recortado considerablemente las competencias de la Mancomunidad, el Estatuto Provincial de marzo de 1925 las suprimió de facto. Alfonso Sala intentó mantener aún ciertas funciones de la Mancomunidad en la coordinación de las cuatro diputaciones provinciales, pero al ser rechazada su propuesta dimitió el 22 de abril de 1925. El nuevo presidente de la Diputación de Barcelona, José María Milá Camps, conde de Montseny, presidió la Comisión gestora interina de los servicios coordinados que fue la encargada de liquidar los últimos asuntos de la Mancomunidad.

### Integración en la Unión Patriótica e intento de reconstrucción
Tras la disolución de la Mancomunidad, la Diputación de Barcelona se convirtió en el principal instrumento de la política de la Dictadura en Cataluña, contando con el conde de Montseny en la presidencia y con el conde de Fígols en la vicepresidencia. Los dos apoyaron asimismo la integración de la UMN en la Unión Patriótica, el partido único creado desde el poder para proporcionar una base social de apoyo al proyecto del Directorio civil que sustituyó al Directorio militar en diciembre de 1925. Alfonso Sala también recomendó la disolución de la UMN en el partido único de la Dictadura.
Tras la caída de la Dictadura de Primo de Rivera en enero de 1930, Sala y el conde Fígols se propusieron reconstruir la UMN en un intento de salvar a la Monarquía de Alfonso XIII, pero tras la proclamación de la Segunda República en abril de 1931, los miembros de la UMN se integraron en diferentes fuerzas políticas monárquicas de ámbito nacional.